# 가마쿠라 대지진
가마쿠라 대지진(일본어: 鎌倉大地震 かまくらだいじしん[*])은 율리우스력 1293년 5월 19일(쇼오 6년 4월 12일) 일본 간토 지방 남부에 일어난 지진이다. 진원지는 가마쿠라 인근이며 규모는 최소 M8.0 급으로 추정된다. 쇼오 간토 지진(永仁の関東地震), 쇼오 가마쿠라 지진(永仁鎌倉地震) 등으로도 불린다. 겐초지를 비롯한 여러 신사와 불각이 붕괴하고 많은 사망자가 발생하였다. 이 지진 36년 전인 1257년에도 비슷한 지역에 쇼카 가마쿠라 지진이 일어났었다.
가마쿠라 대일기에서는 본진 다음날에도 여진으로 보이는 큰 지진이 있었다는 기록이 남아 있으며, 지진으로 건물이 무너지고 산사태 등이 일어나 23,034명이 사망하였다고 저술되어 있다. 또한 가마쿠라 대지진으로 혼란이 일어나 가마쿠라 막부의 싯켄인 호조 사다토키가 막부에서 전횡을 부리고 있던 다이라노 요리쓰나의 저택을 습격하는 헤이젠몬의 난을 일으켰다. 한편 일본 조정에서는 지진 및 이후 6-8월 여름동안의 가뭄까지 겹쳐 같은 해 음력 8월 5일(양력 9월 6일) 연호를 에이닌으로 개원하였다.
1991년 이시바시 교수는 가마쿠라에 일어났다는 대지진이 사가미 해곡에서 일어난 판 경계형 거대지진이라고 주장한다. 2008년 도쿄 대학 지진 연구소는 미우라반도 고아지로만(小網代湾)의 퇴적물을 분석한 결과 가마쿠라 대지진 당시 발생한 쓰나미의 흔적을 발견하였다고 발표하였다. 또한 2014년 일본 정부 지진조사연구회는 가마쿠라 대지진을 규모 M8급의 사가미 해곡 거대지진 중 하나라고 규명하였다. 2015년 4월에는 일본 정부가 이를 바꿔 사가미 해곡의 분기단층 중 일부인 간나와·고즈-마쓰다 단층대에서 일어난 지진이라고 발표하였다.

## 같이 보기
- 미나미칸토 직하지진
- 간토 지진
- 쇼카 가마쿠라 지진 (1257년 지진)

## 참고 문헌
- 国立天文台, 편집. (2007년 11월). 《理科年表 平成20年》. 丸善. ISBN 978-4-621-07902-7.
- 峰岸純夫 (2011년 6월). 《中世 災害・戦乱の社会史》. 吉川弘文館. ISBN 978-4-642-06372-2.